# Deveximentum
Deveximentum là một danh pháp khoa học của một chi cá trong họ Cá liệt bản địa của Ấn Độ Dương và Tây Thái Bình Dương.

## Vấn đề danh pháp
Về vấn đề tính chính danh của danh pháp Deveximentum trong tương quan với Secutor, xem bài Secutor. Trong bài này công nhận Deveximentum là danh pháp chính thức, lấy theo Fish Base (2021).

## Từ nguyên
Deveximentum bắt nguồn từ tính từ Latinh devexum (giống đực: devexus, giống cái: devexa) nghĩa là treo hoặc cúi xuống, dốc xuống; và danh từ mentum nghĩa là cằm. Nó là danh từ giống trung.

## Đặc điểm
Chi này khác Leiognathus ở chỗ hàm dưới gần như thẳng đứng, do đó miệng có thể kéo dài theo chiều ngang.

## Các loài
5 loài hiện được Fish Base (2021) công nhận bao gồm:
- Deveximentum hanedai (Mochizuki & Hayashi, 1989) (đồng nghĩa: Secutor hanedai)
- Deveximentum indicium (Monkolprasit, 1973) = Secutor indicius
- Deveximentum insidiator (Bloch, 1787) = Secutor insidiator: Cá liệt chấm
- Deveximentum interruptum (Valenciennes, 1835) = Secutor interruptus
- Deveximentum megalolepis (Mochizuki & Hayashi, 1989) = Secutor megalolepis

Deveximentum mekranensis do Alavi-Yeganeh et al. mô tả năm 2021, chưa được Fish Base ghi nhận.